# يورغ فالدمار (أمير الدنمارك)
الأمير يورغ فالديمار (بالدنماركية: Georg Valdemar Carl Axel؛ 16 أبريل 1920 – 29 سبتمبر 1986) كان دبلوماسيًا دنماركيًا وعضوًا في العائلة المالكة الدنماركية، باعتباره حفيد حفيد الملك كريستيان التاسع. كان ابن عم أول للملك هارالد الخامس ملك النرويج، والملك بودوان والملك ألبرت الثاني ملك بلجيكا، كما كان ابن عم ثانٍ للملك جورج السادس ملك المملكة المتحدة.

## النشأة
وُلد الأمير يورغ في قصر بيرنستروف، المقر الصيفي لجده لأبيه الأمير فالديمار، في 16 أبريل 1920. كان الابن الأكبر للأمير أكسل من الدنمارك والأميرة مارغريتا من السويد. تلقى تعليمه العسكري في ثكنات ييغيرسبورغ، وشارك في الحرب العالمية الثانية. وقد رُقّي إلى رتبة مقدم ثم عقيد في الجيش الملكي الدنماركي، كما شغل منصب الملحق العسكري والدفاعي في سفارة الدنمارك لدى الولايات المتحدة الأمريكية في واشنطن العاصمة.